# Ambassador Bill
Ambassador Bill est un film américain réalisé par Sam Taylor, sorti en 1931.

## Synopsis
Bill Harper est un ambassadeur américain. Après son arrivée dans le royaume de Sylvania, un petit pays en plein troubles civils, il se lie d'amitié avec le jeune garçon qui deviendra le roi du pays.

## Fiche technique
- Réalisation : Sam Taylor
- Scénario : Guy Bolton
- Production : Fox Film Corporation
- Photographie : John J. Mescall
- Montage : Harold D. Schuster
- Costume : Guy Duty
- Son Alfred Buzlin
- Genre : Comédie[1]
- Musique : Arthur Kay
- Durée: 70 minutes
- Date de sortie : 22 novembre 1931

## Distribution
- Will Rogers : Bill Harper
- Marguerite Churchill : Queen Vanya
- Greta Nissen : Countess Ilka
- Tad Alexander : King Paul
- Ray Milland : King Lothar
- Gustav von Seyffertitz : Prince de Polikoff
- Arnold Korff : le Général
- Edwin Maxwell : Monte
- Tom Ricketts : ancien ambassadeur Littleton
- Ernest Wood : Northfield Slater
- Herbert Bunston : ambassadeur britannique
- Ferdinand Munier : Sénateur Pillsbury
- Ben Turpin : The Butcher
- Frank Atkinson : valet de l'ambassade américaine
- Georgia Caine : femme de Monte
- Carrie Daumery : Dinner Guest
- Michael Mark : Republican Revolutionary Sniper
- Eric Mayne : Dignitary at Court
- Toshia Mori : Dinner Guest
- Edmund Mortimer : Embassy Aide
- Paul Panzer : le révolutionnaire
- Lon Poff : le chauffeur